# Manuel de Brito Camacho

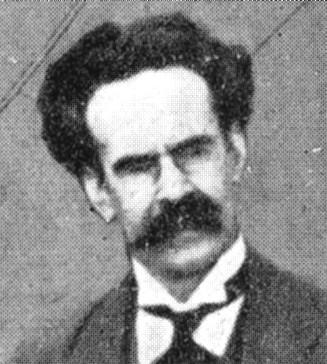
Manuel de Brito Camacho, miembro prominente del Partido Republicano Portugués hasta 1910, y líder del Partido de la Unión Republicana durante la Primera República Portuguesa

Manuel de Brito Camacho (Aljustrel, 12 de febrero de 1862-Lisboa, 19 de septiembre de 1934) fue un médico militar, escritor, periodista y político. Desempeñó importantes cargos, incluyendo el de ministro de Obras Públicas (1910-1911) y el de Alto Comisionado de la República en Mozambique (1921-1923). Fundó y dirigió el Partido de la Unión Republicana, también conocido como «Partido Unionista». También fundó (el 1 de enero de 1906) y fue director del periódico A Lucta («La Lucha» en español, «A Luta» en portugués moderno), órgano oficial del Partido Unionista.

## Biografía
Manuel de Brito Camacho nació en Monte das Mesas, en las afueras del pueblo de Rio de Moinhos, a pocos kilómetros de la villa de Aljustrel, en el seno de una familia de agricultores con ingresos medios.
Después de realizar estudios primarios en Aljustrel, entre 1876 y 1880, asistió a la Escuela Secundaria de Beja. Una vez completado el curso de la educación secundaria, se fue a Lisboa, donde asistió a los estudios preparatorios en la Escuela Politécnica y, durante ese período, se alojó en la casa de un tío que vivía en Lisboa.
Después de completar los estudios preparatorios, se incorporó a la Facultad de Medicina de la Escuela Médico-Quirúrgica de Lisboa, donde finalizó sus estudios en 1884. Ese mismo año, comenzó a desempeñar sus funciones en el pueblo de Torrão, cerca de la villa de Alcácer do Sal.
En 23 de abril de 1891 se unió al Ejército Portugués como asistente de cirujano. Posteriormente fue asignado a las unidades militares de Tancos y Torres Novas y comenzó una carrera como médico militar que lo llevaría al rango de coronel.

### Carrera política
Su entrada en la vida política activa se produjo durante las elecciones parlamentarias de 1893, cuando se presentó a diputado por la circunscripción de Beja en las listas del Partido Republicano Portugués. Publicó en el periódico de Beja Nove de Junho («Nueve de junio») artículos cuestionando las instituciones monárquicas y, en consecuencia, después de las elecciones, fue objeto de un procedimiento disciplinario, suspendido por un año y trasladado a la segunda división militar en Viseu. Poco después, fue colocado en las Azores como castigo por su adhesión a los ideales republicanos y permaneció allí durante un año.
En 1894, regresó a Portugal continental y fue colocado en Viseu, en la sede de la segunda división militar. A continuación, comenzó la cooperación regular en la prensa y una carrera como periodista que lo haría una de las figuras más notables del campo republicano en los últimos años de la monarquía constitucional portuguesa. Más tarde, en abril de 1894, fundó con Ricardo Pais Gomes y Ribeiro de Sousa el periódico O Intransigente, un periódico de crítica política y de propaganda republicana, que fue publicado hasta junio de 1895.
En 1896 y 1897 se dedicó a la publicación y cooperación con periódicos republicanos y participó en Évora en una intensa actividad política, realizando numerosas conferencias y mítines. En 1902, presentó una tesis de doctorado en Medicina en la Universidad de París, pero ese mismo año renunció a su práctica como médico militar y se dedicó exclusivamente al periodismo y la política.
A continuación, realizó una conferencia en el Centro Socialista das Amoreiras, titulada A Coroa substituída pelo chapéu de côco («La corona reemplazada por el sombrero de coco»), criticando violentamente las instituciones monárquicas.
A pesar de que se hubiera alejado de la práctica de la medicina, en 1904 se presentó a una plaza de profesor de la Escuela Médico-Quirúrgica de Lisboa.
Asimismo fundó, junto con varios correligionarios republicanos, el periódico republicano A Lucta («La Lucha»), que comenzó sus publicaciones el 1 de enero de 1906. Este periódico se convirtió rápidamente en el periódico republicano más influyente y, más adelante, en el órgano oficial del Partido Unionista.
En 1908, protestó contra la obligación de, como diputado, jurar ser fiel a una religión que no profesaba, así como contra el juramento de lealtad a una institución a la que se oponía. Por ello, justo en ese momento, presentó un proyecto de ley destinado a abolir, en todos los casos, el juramento político. Se hizo diputado por la causa republicana, atacando los errores y los vicios de la monarquía (asuntos relacionados con la Casa Real, la huelga académica en 1907 en protesta contra el gobierno de João Franco, así como la cuestión religiosa, etc.).
En las elecciones parlamentarias de 1910, llevadas a cabo después del regicidio de Carlos I de Portugal y durante el corto reinado de Manuel II, Brito Camacho fue elegido por la oposición republicana, convirtiéndose, en el Parlamento y en la prensa, en el abogado principal de la caída del régimen monárquico y uno de los líderes del movimiento de opinión pública, particularmente entre los militares, que creó las condiciones para la implantación de la República Portuguesa el 5 de octubre de 1910.

### Después de la implantación de la República
En la preparación de la revolución, Brito Camacho jugó un papel importante en el enlace entre los republicanos y los militares, dada su conexión con el Ejército. Como resultado de su acción política y sus profundos contactos con el movimiento republicano, fue uno de los mediadores en la formación del gobierno provisional liderado por Teófilo Braga que siguió a la proclamación de la República.
Poco después, el 23 de noviembre de 1910, fue nombrado ministro de Fomento del Gobierno Provisional de la República Portuguesa. En este cargo llevó a cabo importantes reformas, entre ellas las relacionadas con el crédito agrícola, los ferrocarriles, los medios de transporte en general, la educación técnica y su apoyo a la reforma eficaz que se llevó a cabo en la Universidad Técnica de Lisboa. Particularmente, es relevante la división del Instituto Industrial y Comercial de Lisboa, que así dio origen al Instituto Superior Técnico y del Instituto Superior de Comercio (actual ISEG - Instituto Superior de Economía y Gestión).
Para crear el Instituto Superior Técnico, Brito Camacho invitó al profesor Alfredo Bensaúde, que estructuró los primeros cursos de Ingeniería que se impartieron en esta institución, y hasta la actualidad se consideran las especialidades básicas de la ingeniería portuguesa: Ingeniería de minas, Ingeniería civil, Ingeniería mecánica, Ingeniería eléctrica e Ingeniería química industrial.
Fue uno de los miembros del gobierno que, junto con Joaquim Teófilo Braga, António José de Almeida, Afonso Costa, José Relvas, António Xavier Correia Barreto, Amaro de Azevedo Gomes y Bernardino Machado, firmó la Ley de la Separación de la Iglesia y del Estado de 20 de abril de 1911.
En septiembre de 1911, tras las primeras elecciones republicanas, volvió a unirse al gobierno y siguió apoyando, como ministro, la Ley de separación de la Iglesia y del Estado.
En 1912 Brito Camacho volvió a ejercer el cargo de director del periódico A Lucta y fue uno de los protagonistas de la ruptura del Partido Republicano Portugués (PRP). Dirigió la facción más derechista del Partido Republicano Portugués. Su facción se separó del PRP y se convirtió en el Partido de la Unión Republicana. El periódico A Lucta entonces se convirtió en el órgano oficial del nuevo partido.
Luego pasó a desarrollar una intensa acción periodística y política en contra de la hegemonía política del Partido Democrático, asumiendo como sus principales oponentes los sucesivos gobiernos formados por ese partido.
En 1918, después de la elección del evolucionista António José de Almeida para el cargo de presidente de la República, se produjo la fusión del Partido Unionista con el Partido Evolucionista, dando lugar a la creación del Partido Republicano Liberal. En consecuencia, Brito Camacho inició un proceso de alejamiento de la actividad política, abandonando las posiciones de liderazgo del partido. En 1920, esto condujo a su rechazo a la invitación para formar un gobierno apoyado por el Partido Republicano Liberal.
Entre marzo de 1921 y septiembre de 1923, desempeñó las funciones de Alto Comisionado de la República en Mozambique, aunque solo permaneció en Lourenço Marques (actual Maputo) hasta 1922.
En 1925, ejerciendo sus funciones de diputado, expresó a sus electores su intención de abandonar la política activa. Sin embargo, continuó promoviendo la defensa de los ideales democráticos y la estabilidad política dentro del régimen republicano.

### Después del golpe militar de 1926
Como consecuencia del golpe militar de 28 de mayo de 1926 que impuso la dictadura militar en Portugal, Manuel de Brito Camacho se vio obligado a abandonar la política y se retiró de la vida pública. Manuel de Brito Camacho murió en Lisboa el 19 de septiembre de 1934.